# 加兴乡
加兴乡（藏語：རྒྱ་ཤིང་，威利转写：rgya shing），是中华人民共和国西藏自治区林芝市工布江达县下辖的一个乡镇级行政单位。

## 行政区划
加兴乡下辖以下地区：
松多村、白朗村、罗玛林村、西朗村、下巴塘村、吉朗村和加兴村。